# Mahonia
Mahonia es un género con 70 especies de arbustos perennes pertenecientes a la familia Berberidaceae, nativo del este de Asia, el Himalaya, Norteamérica y Centroamérica. Está relacionado estrechamente con el género Berberis. 
Tiene grandes hojas pinnadas de 10-50 cm de longitud con 5-15 alas. Las flores se producen en racimos de 120-50 cm de longitud. 
Varias especies se cultivan como planta ornamental por su follaje siempre verde y sus flores amarillas que se producen en invierno y primavera temprana. Las bayas son comestibles y son ricas en vitamina C.

## Taxonomía
El género fue descrito por  Thomas Nuttall y publicado en The Genera of North American Plants 1: 211–212. 1818. La especie tipo es la Mahonia aquifolium, de la costa del Pacífico en Norteamérica.
Etimología
Mahonia: nombre genérico conferido en honor del horticultor de Filadelfia,  Bernard McMahon que introdujo la planta con material recogido por la expedición de Lewis y Clark.

## Especies seleccionadas
| Norte y Centroamérica - Mahonia aquifolium - Mahonia arguta - Mahonia dictyota - Mahonia eutriphylla - Mahonia fremontii - Mahonia gracilis - Mahonia haematocarpa - Mahonia nervosa - Mahonia nevinii - Mahonia pinnata - Mahonia pumila - Mahonia repens - Mahonia swaseyi - Mahonia toluacensis - Mahonia trifolia - Mahonia trifoliolata | Asia - Mahonia bealei - Mahonia bodinieri - Mahonia bracteolata - Mahonia breviracema - Mahonia conferta - Mahonia confusa - Mahonia decipiens - Mahonia duclouxiana - Mahonia eurybracteata - Mahonia fordii - Mahonia fortunei - Mahonia gracillipes - Mahonia hancockiana - Mahonia japonica - Mahonia leptodonta - Mahonia lomariifolia - Mahonia longibracteata - Mahonia mairei - Mahonia monyulensis - Mahonia napaulensis - Mahonia nitens - Mahonia oiwakensis - Mahonia repens - Mahonia setosa - Mahonia sheniii - Mahonia sheridaniana - Mahonia siamensis - Mahonia taroneasis - Mahonia veitchiorum |

## Híbridos

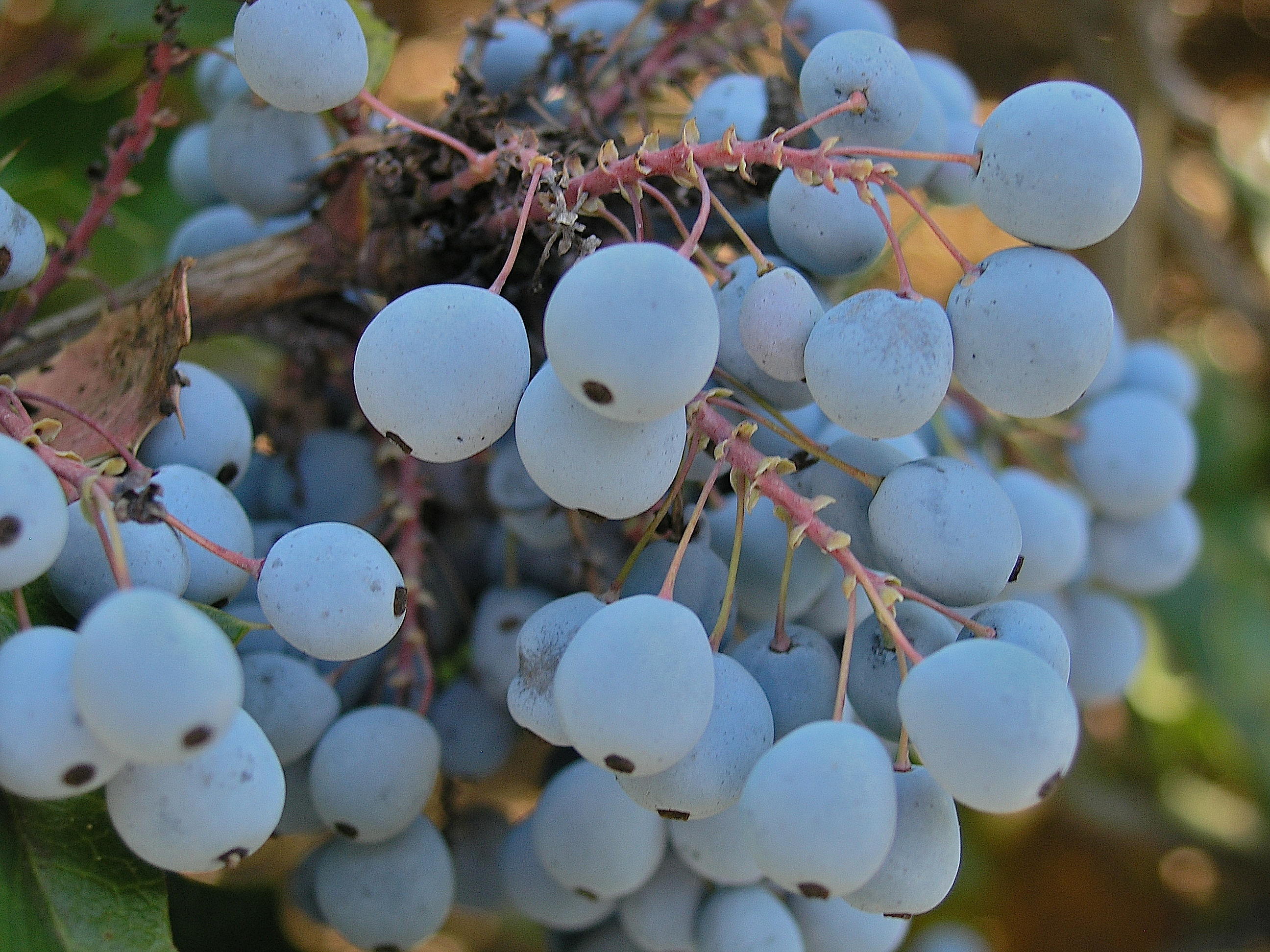
Mahonia - Golden Abundance